# キャヴァリエ マスタング
キャヴァリエ マスタング
キャヴァリエ マスタング
- 用途：ビジネス機、COIN機
- 製造者：キャヴァリエ・エアクラフト
- 初飛行：1958年
- 生産数：25+機
- 退役：1984年

キャヴァリエ マスタング（Cavalier Mustang）は、第二次世界大戦後のノースアメリカン P-51 マスタングの民間機改装型である。元々は高速の個人所有機を目指していたが、第三世界諸国で使用される戦闘機や近接航空支援機として輸出もされた。

## 開発

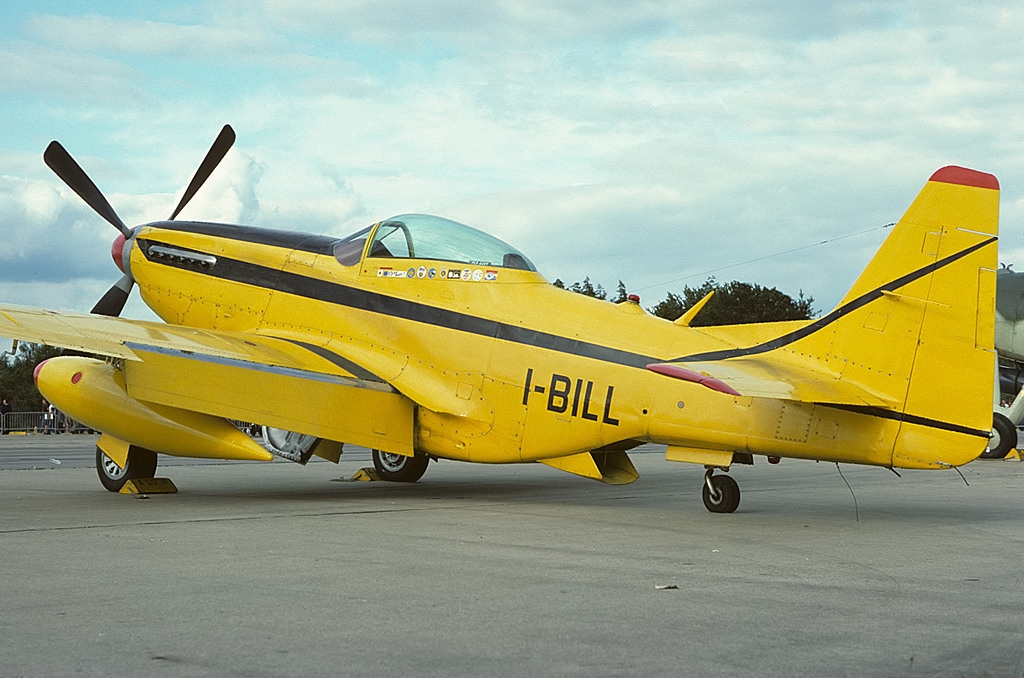
キャヴァリエ 2000.

1957年に新聞社社主のデビッド・リンゼイ（David Lindsay 1922 - 2009）は、トランス・フロリダ・アヴィエーション社(Trans Florida Aviation Inc)を設立し、軍需余剰品のP-51機を高級ビジネス機に改装することを企画した。この機体は当初トランス＝フロリダ エグゼクティブ・マスタング（Trans-Florida Executive Mustang）と呼ばれたが、直ぐにトランス・フロリダ・アヴィエーション キャヴァリエ・マスタング（Trans Florida Aviation Cavalier Mustang）と改称された。最初のエグゼクティブ・マスタングは1958年に製作されたが、続く数年で数えるほどの機体が製作/販売されただけであった。
エグゼクティブ・マスタングを製作するためにトランス・フロリダ社は軍需放出品のP-51を購入し、エアフレームを完全に分解して軍用備品を取り外す。その後2番目の座席、新しいアヴィオニクス、豪華な革張り内装、荷物室を取り付け組み立て直して民間機用の塗装を施した。2,000-法定マイル (3,200 km)の航続距離を持つことから1961年に名称がキャヴァリエ 2000と改称された。結局は燃料搭載量の違いによりキャヴァリエ 750、1200、2000、2500という5つのモデルが提供され、各モデルの名称は各々の大よその航続距離を表していた。続く10年に渡り各モデルで約20機が製作された。この期間にキャヴァリエの設計に加えられた幾つかのFAA認定の改造には、キャノピーのフレーム上に設けられたコックピットの換気口、96-US-ガロン (360 L、 80 imp gal)入り翼端増槽、胴体荷物室ドア、60ガロン入り弾倉/機関銃ベイ内燃料タンク、14-インチ (360 mm)高められた垂直尾翼といったものがあった。
1964年から1965年にかけてトランス・フロリダ社は、サラソータ (フロリダ州)でドミニカ共和国空軍 (FAD)の30機のF-51Dに対して定期整備（IRAN inspection）を実施した。
1967年に同社は「キャヴァリエ・エアクラフト」社（Cavalier Aircraft Corporation）に改名した。

## 軍用のキャヴァリエ

### キャヴァリエ F-51D

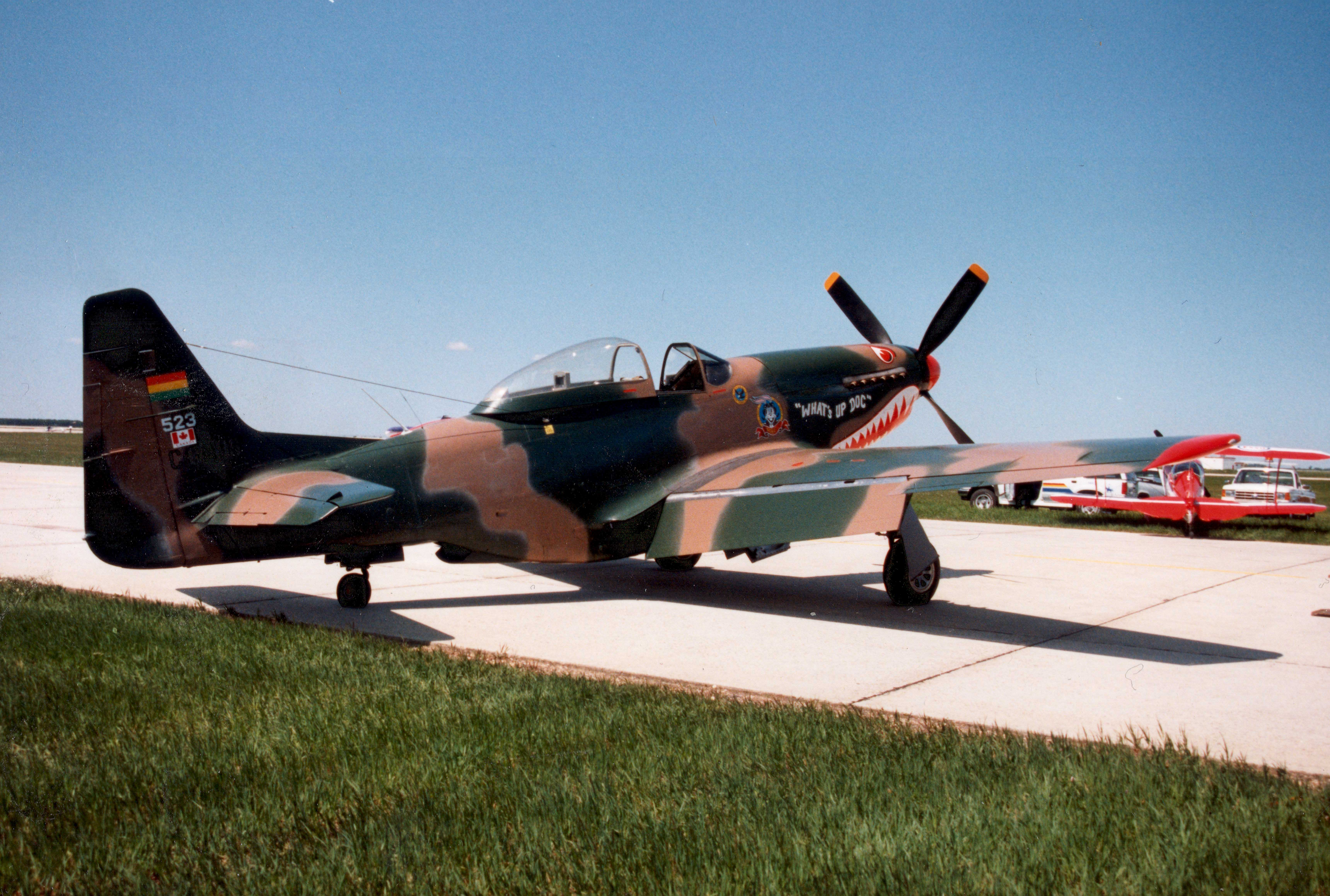
元ボリビア空軍のキャヴァリエ マスタング

最初の民間向けP-51の改装機を製作して10年経た1967年にトランス・フロリダ社は、輸出向け軍用仕様のF-51Dを製作する契約をアメリカ国防総省と締結した。この軍用機はほぼ民間型キャヴァリエの装備を改良したものであったが、地上攻撃戦闘機として最適化されていた。キャヴァリエ F-51D マスタングと呼ばれたこの機体は、単一操縦装置付き（F-51D）が9機、複式操縦装置付き（TF-51D）が2機製造された。これらの機体は新たに67-XXXXXと68-XXXXXのシリアルナンバーが付され、ピース・コンドル（Peace Condor）という名のプログラムの下で9機（2機のTF-51を含む）がボリビアへ供与された。翼端増槽付きの2機はアメリカ陸軍にチェース機として売却され、そのうちの1機がフロリダ州のエグリン空軍基地にある空軍武器博物館に保存されている。

### キャヴァリエ マスタング II
1967年にキャヴァリエ社は、近接航空支援と対暴動作戦用にF-51Dの派生型を開発し、これをキャヴァリエ マスタングIIと呼んだ。マスタングIIは改良されたアヴィオニクスを備え、より多くの外部武装を搭載できるように4カ所のハードポイントが追加された主翼の構造が強化され、ロールス・ロイス マーリン V-1650-724Aエンジンも改良された。
2バッチ分のマスタングIIが製造された。第1バッチ分は1968年にエルサルバドル向けに、第2バッチ分は1972年から1973年にかけてインドネシアへの輸出向けに製造された。5機のマスタングII（1機のTF-51Dを含む）が、戦闘行動半径を増やすために翼端燃料タンクを取り付けられてエルサルバドル向けに製造された。1972年には5機のマスタングIIと1機のTF-51Dがインドネシア向けに製造されたが、これらにはアメリカ合衆国国務省による戦闘行動半径制限により翼端増槽は取り付けられなかった。

### キャヴァリエ ターボ・マスタング III/ エンフォーサー

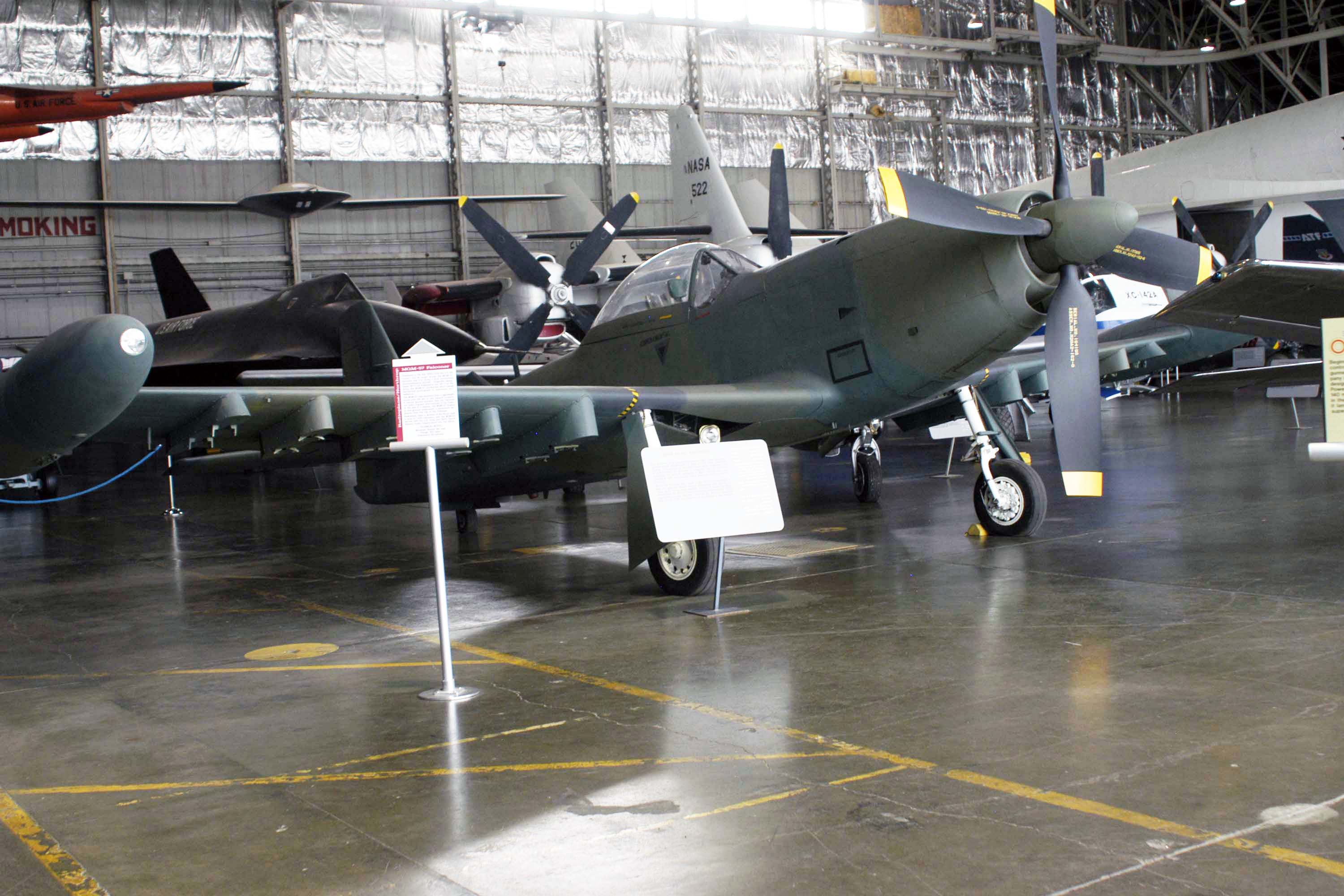
国立アメリカ空軍博物館のResearch & Development Galleryに展示されているパイパー PA-48 エンフォーサー

1968年にキャヴァリエ社は、マスタングIIの機体にロールス・ロイス ダート 510 ターボプロップエンジンを組み合わせた。この自己資金による試作機もマスタングIIが製作されたのと同様の近接航空支援/COIN作戦用を意図されていた。このターボ・マスタング IIIは、ペイロードの増加とタービンエンジンによる整備費用の低減と相まって劇的に性能を向上させていた。アメリカ空軍への度重なる売り込みにもかかわらず、アメリカ軍もその他の国外の運用者達もターボ・マスタング IIIを購入するところは無かった。この機を多量生産する能力を持つ企業を探していたリンゼイは、1971年に「エンフォーサー」（"The Enforcer"）と呼ばれるようになったこのターボ・マスタングの試作機をパイパー・エアクラフト社に売却した。
1971年にキャヴァリエ・エアクラフト社を閉鎖したことで同社の創業者/所有者であったデビッド・リンゼイは、パイパー PA-48 エンフォーサーの開発に手を貸すことができるようになった。リンゼイは、インドネシア向けのキャヴァリエ マスタング IIを完成させるために新会社フィールドサービス社（Field Services Inc.）を設立した。再輸入された元軍用のキャヴァリエと共に多くの民間機に改装されたマスタングがP-51Dに修復され、アメリカ合衆国とヨーロッパの航空ショーで飛行している。

## 諸元 (F-51D)
諸元
- 乗員: 1
- 全長: 10.40 m （34 ft 2 in）
- 全高: 4.00 m （13 ft 1 in）
- 翼幅: 12.60 m（41 ft 4 in （翼端増槽を含む））
- 翼面積: 37.9 m2 （408 ft2）
- 運用時重量: 6,350 kg （12,000 lb）
- 動力: ロールス・ロイス マーリン 724 液冷 V型12気筒エンジン、1,831 kW （1,720 shp）   × 1Hamilton Standard four blade HS hydromatic

性能
- 最大速度: 708 km/h  440 mph
- 航続距離: 3,218 km  2,000 miles
- 実用上昇限度: 11,465 m （41,000 ft）
- 上昇率:  （3,000 ft/min）
- 翼面荷重: 167 kg/m2 （34 lb2）
- 馬力荷重（プロペラ）: 0.29 kW/kg （0.18 hp/lb）

武装
- 主翼下6カ所のハードポイント
- 固定武装: 6 * 0.50 cal (12.7 mm) 機関銃

## 現存する機体
多くの機体が現存するP-51の派生型のため、歴史が不明なものなどもある。この表が全て正しいとは限らない。
| 型名                                          | 番号                                      | 機体写真 | 所在地                                | 所有者                                            | 公開状況 | 状態     | 備考 |
| --------------------------------------------- | ----------------------------------------- | -------- | ------------------------------------- | ------------------------------------------------- | -------- | -------- | --- |
| P-51D-5-NA EF-51D マスタング Mk.II            | 44-13257 109-26890                        |          | アメリカ フロリダ州                   | リンデア株式会社 (Lindair Inc.)                   | 非公開   | 飛行可能 | キャヴァリア社が改造したMk.IIの試作機。 |
| P-51D-5-NA マスタング Mk.II                   | 44-13571 109-27024                        | 写真     | アメリカ フロリダ州                   | 空軍武器博物館                                    | 公開     | 静態展示 | 旧塗装 キャヴァリア社が改造したMk.II。 |
| P-51D-25-NA マスタング Mk.IV マスタング Mk.II | 44-72990 9283 (RCAF) 122-39449            |          | アメリカ アラバマ州                   | アメリカ陸軍航空博物館                            | 非公開   | 保管中   | 「Miss Lynne」。1967年にキャヴァリア社でMk.IIへ改造された。                                                                                 |
| P-51D-25-NA マスタング Mk.II                  | 44-73454 122-39913                        | 写真     | アメリカ テキサス州                   | ポール・ベスターヴェルド氏 (Paul Besterveld)      | 非公開   | 飛行可能 | 「This Is It!」。キャヴァリア社で改造された。                                                                                               |
| P-51D-25-NA マスタング Mk.II                  | 44-73656 406 (FAS) 122-40196              |          | アメリカ イリノイ州                   | ウォーバード遺産財団                              | 公開     | 飛行可能 | 「Moonbeam McSwine」。1963年にキャヴァリア社で改造された。                                                                                  |
| P-51D-30-NA マスタング Mk.II                  | 44-75007 122-41547                        | 写真     | アメリカ ウィスコンシン州             | EAA航空博物館                                     | 公開     | 静態展示 | 「Paul I」。1966年にキャヴァリア社で改造された。                                                                                            |
| P-51D-25-NT TP-51D-25-NT TF-51D-25-NT         | 44-84658 99 (GN) F-361 (TNI-AU) 124-44514 | 写真     | アメリカ ニューメキシコ州             | ウォー・イーグルス航空博物館                      | 公開     | 静態展示 | 「The Friendly Ghost」。1951年に空軍でTP-51D-25-NTに改造され、1959年にはキャヴァリア社で改造された。                                        |
| P-51D-30-NT マスタング Mk.II                  | 45-11559 401 (FAS) 124-48312              |          | アメリカ フロリダ州                   | ブラックパールファイターズ (Black Pearl Fighters) | 非公開   | 飛行可能 | 「Mad Max」。1968年にキャヴァリア社でMk.IIへ改造された。                                                                                    |
| マスタング Mk.II                              | 405 (FAS)                                 |          | スウェーデン エステルイェータランド県 | ビルテマ社                                        | 非公開   | 飛行可能 | 1965年にキャヴァリア社でマスタングとして改造された機体。もとの番号は不明であるが、P-51Cにあてられているはずの44-10753として登録されている。 |
| F-51D                                         | 67-14866 521 (FABo)                       |          | アメリカ テキサス州                   | トム・フリードキン氏 (Tom Friedkin)               | 非公開   | 飛行可能 | 「Bum Steer」。 |
| F-51D                                         | 67-22579 519 (FABo)                       | 写真     | アメリカ アイダホ州                   | ジョン・バグレー氏 (John Bagley)                  | 非公開   | 飛行可能 | 「Mormon Mustang」。1967年にキャヴァリア社で製造された機体。                                                                                |
| F-51D                                         | 67-22580 520 (FABo)                       | 写真     | アメリカ カリフォルニア州             | チャック・ホール氏 (Chuck Hall)                   | 非公開   | 飛行可能 | 「Six - shooter」。1967年にキャヴァリア社で製造された機体。                                                                                 |
| F-51D                                         | 67-22581 523 (FABo)                       |          | アメリカ テキサス州                   | ウィリアム・グラヴァー氏 (William Glover)         | 非公開   | 飛行可能 | 「Lou IV」。1967年にキャヴァリア社で製造された機体。1997年にP-51Dへ改造された。                                                             |
| F-51D                                         | 68-15795                                  |          | アメリカ ミネソタ州                   | ミネソタ空軍州兵博物館                            | 公開     | 静態展示 | 1967年にキャヴァリア社で製造された機体。 |